# Anthonij Ewoud Jan Bertling

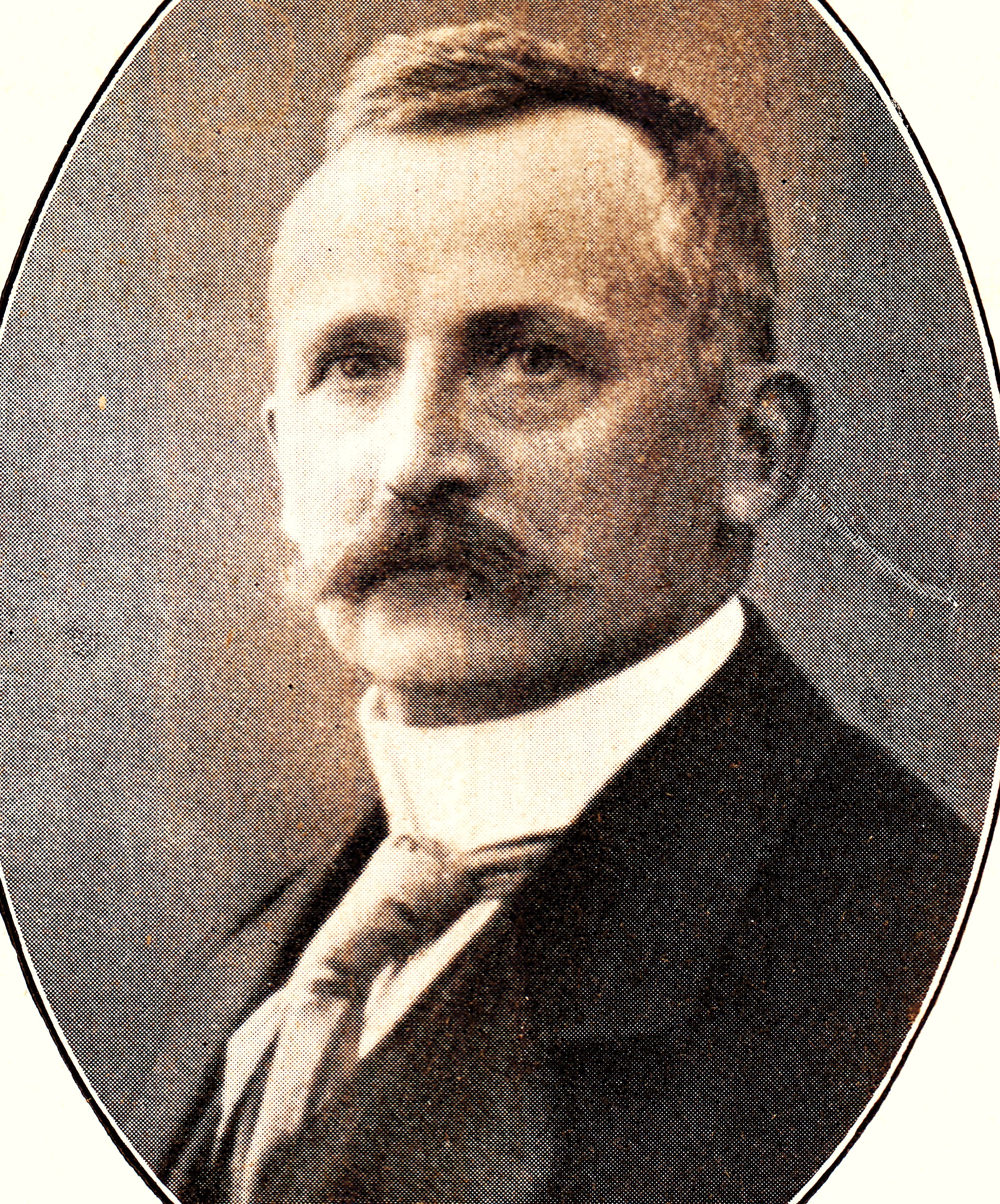
Anthonij Ewoud Jan Bertling

Anthonij Ewoud Jan Bertling (* 13. Dezember 1860 in Assen, Provinz Drenthe; † 2. Februar 1945 in Hilversum, Provinz Noord-Holland) war ein niederländischer Finanzbeamter und liberaldemokratischer parteiloser Politiker, der zwischen 1913 und 1914 überraschend Finanzminister im Kabinett Cort van der Linden war. Er trat zurück nachdem ihm die finanziellen Probleme durch den Ausbruch des Ersten Weltkriegs über den Kopf zu wachsen drohten und die Liberalen in der Zweiten Kammer der Generalstaaten auf seinen Rücktritt gedrängt hatten, woraufhin der bisherige Minister für Landwirtschaft, Handel und Industrie, Willem Treub, nachfolgte.

## Leben
Anthony Ewoud Jan Bertling, Sohn von Ernst Karel Johannes Bertling und Wobbina Catharina van der Scheer, war nach dem Schulbesuch als Steuerinspektor (Belastinginspecteur) bei den Finanzbehörden tätig. Er engagierte sich als Mitglied des liberaldemokratischen Wahlvereins in Leiden sowie als Mitglied der liberalen Wahlvereinigung in Leeuwarden, war aber kein Mitglied der Liberalen Union (Liberale Unie). Er war vom 24. Dezember 1912 bis zum 29. August 1913 Mitglied des Stadtrates von Leeuwarden.

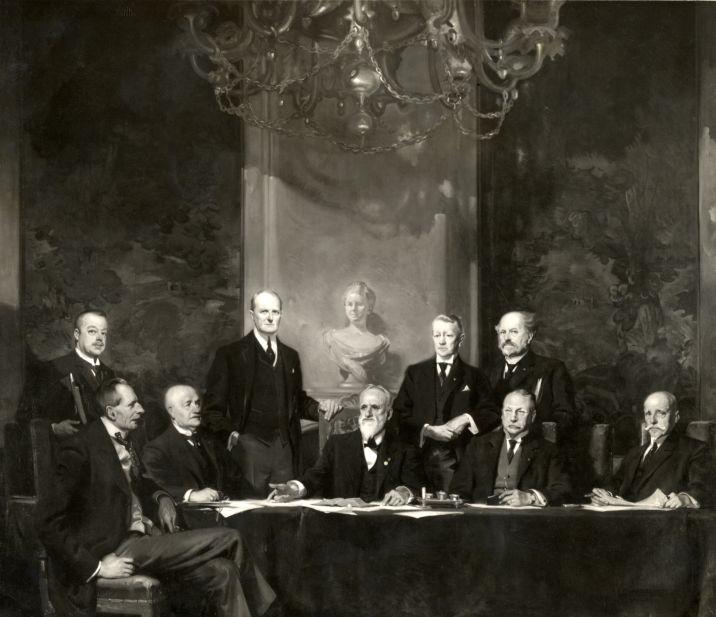
Anthonij Ewoud Jan Bertling (stehend, 1. v.l.) mit den anderen Mitgliedern aus dem Kabinett Cort van der Linden.

Am 29. August 1913 wurde er überraschend zum Finanzminister (Minister van Financiën) in das Kabinett Cort van der Linden berufen. Es wurde vermutet, dass er „aus Versehen“ Minister wurde, aber es gibt keine Beweise dafür. 1914 verteidigte er erfolgreich ein neues Einkommensteuergesetz (Wet op de Inkomstenbelasting) in der Zweiten Kammer der Generalstaaten. Das Gesetz wurde allerdings erst von seinem Nachfolger im Staatsblad veröffentlicht. 1914 verfasste er zusammen mit dem Minister für Landwirtschaft, Industrie und Handel Willem Treub ein Gesetz, durch das die Fischereihafengesellschaft in IJmuiden als Staatsgesellschaft (Staatsbedrijf) bezeichnet wurde. Infolgedessen gab es auch ein nationales Budget für die neu entstandene Staatliche Fischereihafengesellschaft (Staatsvissershavenbedrijf). 1914 wurden im Zusammenhang mit dem Ausbruch des Zweiten Weltkrieges eine Vielzahl von Notstandsgesetzen (Noodwet) erlassen, wie das Gesetz über das Verbot der Ausfuhr von Goldmünzen (Wet houdende verbod van uitvervoer van gouden munten), das Gesetz über die Ausgabe von Silbernoten (Wet tot uitgifte van zilverbons), die zum gesetzlichen Zahlungsmittel erklärt werden, und das Gesetz über den Geld- und Fondshandel (Börsengesetz), das Wet betreffende de geld- en fondsenhandel (Beurswet). Letzteres ermöglichte es, den Börsenhandel vorübergehend auszusetzen. Sein Vorschlag, das Veranlagungsschema von der Abteilung für direkte Steuern auf die Registrierungsabteilung zu übertragen, führte 1914 zum Widerstand der obersten Verwaltungsleitung des Finanzministeriums und der Zweiten Kammer, worauf die Entscheidung durch Änderung aufgehoben wurde. Der Abgeordnete Frederik van Bylandt soll ihm einmal während einer Parlamentsdebatte vorgeschlagen haben, er könne einfach einen bestimmten Haushaltsposten erhöhen, wenn er es für wünschenswert halte, was er jedoch nicht gewusst hätte. Während des Ersten Weltkrieges verfügte er nicht über ausreichende Befugnisse und Erfahrungen, um die Finanzpolitik zu leiten. Am 24. September 1914 stellten die drei liberalen Fraktionen bei einem Treffen fest, dass sie das Vertrauen in ihn verloren hätten, und teilten dies Ministerpräsident Pieter Cort van der Linden mit. Er trat schließlich am 24. Oktober 1914 zurück, woraufhin Willem Treub nachfolgte.
Nach seinem Ausscheiden aus der Regierung fungierte Bertling vom 1. Dezember 1914 bis 1. Januar 1926 als Leiter der Verwaltung von Hypotheken, Grundbüchern und Schiffszertifikaten in Amsterdam. Daraufhin wurde er am 1. April 1928 Mitglied des Aufsichtsrates der Reichspostsparkasse (Rijkspostspaarbank) und war zuletzt vom 1. April 1935 bis zum 1. Januar 1936 Aufsichtsratsvorsitzender der Reichspostsparkasse. 
Aus seiner am 15. September 1886 in Zwolle geschlossenen Ehe mit Eliza Magtilda Robertiné Klaassen ging die Tochter Elize Bertling (1888–1966) hervor.